# Lipocosma
Lipocosma is een geslacht van vlinders van de familie van de grasmotten (Crambidae), uit de onderfamilievan de Glaphyriinae. De wetenschappelijke naam en de beschrijving van dit geslacht zijn voor het eerst gepubliceerd in 1864 door Julius Lederer.

## Soorten
- L. adelalis (Kearfott, 1903)
- L. albibasalis (Hampson, 1906)
- L. albinibasalis Munroe, 1995
- L. antonialis Munroe, 1964
- L. ausonialis (Druce, 1899)
- L. calla (Kaye, 1901)
- L. chiralis Schaus, 1920
- L. coroicalis Munroe, 1964
- L. diabata Dyar, 1917
- L. forsteri Munroe, 1964
- L. furvalis (Hampson, 1912)
- L. grimbaldalis (Schaus, 1924)
- L. hebescalis Möschler, 1890
- L. intermedialis Barnes & McDunnough, 1912
- L. isola Munroe, 1964
- L. nigripictalis Hampson, 1899
- L. nigrisquamalis Hampson, 1912
- L. parcipunctalis Dyar, 1914
- L. pitilla Solis & Adamski, 1998
- L. polingi Munroe, 1972
- L. rosalia Solis & Adamski, 1998
- L. sabulalis (Amsel, 1956)
- L. saralis Munroe, 1964
- L. savoralis Schaus, 1920
- L. septa Munroe, 1972
- L. sicalis (Walker, 1859)
- L. teutonialis Munroe, 1964